# 222 Velorum
222 Velorum (p Velorum) é uma estrela na direção da Vela. Possui uma ascensão reta de 10h 37m 18.26s e uma declinação de −48° 13′ 32.2″. Sua magnitude aparente é igual a 3.84. Considerando sua distância de 86 anos-luz em relação à Terra, sua magnitude absoluta é igual a 1.72. Pertence à classe espectral A3m+....